# 杉原光大
杉原光大（すぎはら こうだい、1996年3月6日）は岡山県出身の元サッカー選手。
現在は飲食店RoniRoniを経営。

## クラブ
- 2008年 - 2011年　ファジアーノ岡山FCジュニアユース

- 2011年 - 2012年　 Club Atlético Racing De Cordoba
- 2012年 - 2013年　CAウラカン
- 2013年 - 2014年　Club Atlético Barracas Central
- 2014年 - 2015年　Club Deportivo Riestra
- 2016年 -               Club Atlético Defensores Unidos

## 経歴
小学５年生の時に地元のスポーツ少年団でサッカーを始める。バロンドールをとるのが夢で次第に海外へ憧れを抱き始める。2008年小学校卒業後スペインのFC Barcelonaに１ヶ月留学する。帰国後ファジアーノ岡山FCジュニアユースに合格、３年間プレーする。ファジアーノ卒団後、憧れだった南米アルゼンチンへ弱冠15歳にして単身留学。2016年、19歳の時にアルゼンチン４部にあたるClub Atlético Defensores Unidosと念願のプロ契約をする。
現在は地元岡山に戻りアルゼンチン料理屋"RONIRONI"を経営。
毎週火曜夜定休日。